# آندره‌آ ام. گز
آندره‌آ اِم. گِز (به انگلیسی: Andrea M. Ghez) (زادهٔ ۱۶ ژوئن ۱۹۶۵ در نیویورک) یک اخترشناس اهل ایالات متحدهٔ آمریکا است. گِز استاد گروه فیزیک و اخترشناسی دانشگاه کالیفرنیا، لس‌آنجلس است.
او در سال ۲۰۰۴، در مجلهٔ دیسکاور جزو آن گروه از ۲۰ دانشمند برتر ایالات متحده شناخته شد که از درک بالایی در زمینهٔ حرفهٔ خود برخوردارند.
وی در سال ۲۰۰۴ به عضویت آکادمی ملی علوم ایالات متحدهٔ آمریکا درآمد.
گِز برندهٔ جوایز متعددی در زمینهٔ حرفهٔ خود شده‌است. در سال ۲۰۱۲ جایزهٔ کرافورد در رشتهٔ اخترشناسی، به‌طور مشترک به او و راینهارد گِنتزِل آلمانی تعلق گرفت.
جایزهٔ نوبل فیزیک سال ۲۰۲۰ مشترکاً به گز، راینهارد گنتزل و راجر پنروز اعطا شد.

## زندگی شخصی
او متأهل است و با یک زمین‌شناس ازدواج کرده‌است و دارای دو فرزند پسر می‌باشد. او یک شناگر حرفه ای نیز هست.

## فهرست برخی از آثار
- The Multiplicity of T Tauri Stars in the Taurus-Auriga & Ophiuchus-Scorpius Star Forming Regions: A 2.2 micron Imaging Survey, 1993, AJ, 106, 2005
- High Spatial Resolution Imaging of Pre-Main Sequence Binary Stars: Resolving the Relationship Between Disks and Close Companions, 1997, ApJ, 490, 353
- High Proper Motions in the Vicinity of Sgr A*: Unambiguous Evidence for a Massive Central Black Hole, 1998, ApJ, 509 678
- The Accelerations of Stars Orbiting the Milky Way's Central Black Hole, 2000, Nature, 407, 349
- The First Measurement of Spectral Lines in a Short-Period Star Bound to the Galaxy's Central Black Hole: A Paradox of Youth, 2003, ApJLetters, 586, 126
- "Measuring Distance and Properties of the Milky Way's Central Supermassive Black Hole with Stellar Orbits", 2008, ApJ, 689, 1044